# Okręg wyborczy nr 82 do Senatu Rzeczypospolitej Polskiej
Okręg wyborczy nr 82 do Senatu Rzeczypospolitej Polskiej obejmuje obszar powiatów opatowskiego, ostrowieckiego, sandomierskiego, skarżyskiego i starachowickiego (województwo świętokrzyskie). Wybierany jest w nim 1 senator na zasadzie większości względnej.
Utworzony został w 2011 na podstawie Kodeksu wyborczego. Po raz pierwszy zorganizowano w nim wybory 9 października 2011. Wcześniej obszar okręgu nr 82 należał do okręgu nr 32.
Siedzibą okręgowej komisji wyborczej są Kielce.

## Reprezentanci okręgu
| Rok  | Rok               | Senator         | Komitet wyborczy       |
| ---- | ----------------- | --------------- | ---------------------- |
|      | 2011              | Beata Gosiewska | Prawo i Sprawiedliwość |
| 2014 | Jarosław Rusiecki |                 | Prawo i Sprawiedliwość |
| 2015 | Jarosław Rusiecki |                 | Prawo i Sprawiedliwość |
| 2019 | Jarosław Rusiecki |                 | Prawo i Sprawiedliwość |
| 2023 | Jarosław Rusiecki |                 | Prawo i Sprawiedliwość |

## Wyniki wyborów
Symbolem „●” oznaczono senatorów ubiegających się o reelekcję.

### Wybory parlamentarne 2011
| Kandydat                                                                                      | Kandydat           | Komitet wyborczy                         | Głosów | Głosów | Głosów |
| Kandydat                                                                                      | Kandydat           | Komitet wyborczy                         | Liczba | %      | +/–    |
| --------------------------------------------------------------------------------------------- | ------------------ | ---------------------------------------- | ------ | ------ | ------ |
|                                                                                               | Beata Gosiewska    | Prawo i Sprawiedliwość                   | 52 972 | 37,52  | –      |
|                                                                                               | Wojciech Borzęcki  | Polskie Stronnictwo Ludowe               | 31 979 | 22,65  | –      |
|                                                                                               | Kazimierz Jesionek | Sojusz Lewicy Demokratycznej             | 23 973 | 16,98  | –      |
|                                                                                               | Michał Okła ●      | KWW Michała Okły                         | 18 688 | 13,24  | –      |
|                                                                                               | Andrzej Kobylański | KWW W. Lubawskiego – Senat dla Obywateli | 10 081 | 7,14   | –      |
|                                                                                               | Jan Grudniewski    | Polska Patriotyczna                      | 3482   | 2,47   | –      |
| Frekwencja: 41,97% Liczba głosów ważnych: 141 175 (95,79%) Źródło: Państwowa Komisja Wyborcza |                    |                                          |        |        |        |

*Michał Okła reprezentował w Senacie VII kadencji (2007–2011) okręg nr 32.

### Wybory uzupełniające 2014
Głosowanie odbyło się z powodu wyboru Beaty Gosiewskiej do Parlamentu Europejskiego.
| Kandydat                                                                                    | Kandydat           | Komitet wyborczy                    | Głosów | Głosów | Głosów |
| Kandydat                                                                                    | Kandydat           | Komitet wyborczy                    | Liczba | %      | +/–    |
| ------------------------------------------------------------------------------------------- | ------------------ | ----------------------------------- | ------ | ------ | ------ |
|                                                                                             | Jarosław Rusiecki  | Prawo i Sprawiedliwość              | 10 098 | 37,04  | –0,48  |
|                                                                                             | Kazimierz Kotowski | Polskie Stronnictwo Ludowe          | 9737   | 35,71  | +13,06 |
|                                                                                             | Zbigniew Pacelt    | Platforma Obywatelska RP            | 3817   | 14,00  | –      |
|                                                                                             | Kazimierz Jesionek | Sojusz Lewicy Demokratycznej        | 1950   | 7,15   | –9,83  |
|                                                                                             | Jacek Wójcicki     | Nowa Prawica – Janusza Korwin-Mikke | 1338   | 4,91   | –      |
|                                                                                             | Małgorzata Marenin | Demokracja Bezpośrednia             | 325    | 1,19   | –      |
| Frekwencja: 7,33% Liczba głosów ważnych: 27 265 (98,28%) Źródło: Państwowa Komisja Wyborcza |                    |                                     |        |        |        |

### Wybory parlamentarne 2015
| Kandydat                                                                                      | Kandydat            | Komitet wyborczy                             | Głosów | Głosów | Głosów |
| Kandydat                                                                                      | Kandydat            | Komitet wyborczy                             | Liczba | %      | +/–    |
| --------------------------------------------------------------------------------------------- | ------------------- | -------------------------------------------- | ------ | ------ | ------ |
|                                                                                               | Jarosław Rusiecki ● | Prawo i Sprawiedliwość                       | 54 549 | 36,86  | –0,66  |
|                                                                                               | Jan Maćkowiak       | Platforma Obywatelska RP                     | 25 940 | 17,53  | –      |
|                                                                                               | Grzegorz Gajewski   | KWW Kukiz’15                                 | 25 231 | 17,05  | –      |
|                                                                                               | Arkadiusz Bąk       | Polskie Stronnictwo Ludowe                   | 20 663 | 13,96  | –8,69  |
|                                                                                               | Józef Grabowski     | KKW Zjednoczona Lewica SLD+TR+PPS+UP+Zieloni | 14 253 | 9,63   | –7,35  |
|                                                                                               | Leszek Sułek        | Polska Patriotyczna                          | 4008   | 2,71   | +0,24  |
|                                                                                               | Zbigniew Rusak      | KWW KWW Kruzel Andrzej – Wasz Senator        | 3363   | 2,27   | –      |
| Frekwencja: 44,43% Liczba głosów ważnych: 148 007 (97,14%) Źródło: Państwowa Komisja Wyborcza |                     |                                              |        |        |        |

### Wybory parlamentarne 2019
| Kandydat                                                                                      | Kandydat            | Komitet wyborczy                        | Głosów | Głosów | Głosów |
| Kandydat                                                                                      | Kandydat            | Komitet wyborczy                        | Liczba | %      | +/–    |
| --------------------------------------------------------------------------------------------- | ------------------- | --------------------------------------- | ------ | ------ | ------ |
|                                                                                               | Jarosław Rusiecki ● | Prawo i Sprawiedliwość                  | 87 428 | 49,30  | +12,44 |
|                                                                                               | Marzena Dębniak     | KWW „Wspólny Senator Marzena Dębniak”   | 55 729 | 31,43  | –      |
|                                                                                               | Dariusz Loranty     | KWW Koalicja Bezpartyjni i Samorządowcy | 34 175 | 19,27  | –      |
| Frekwencja: 55,40% Liczba głosów ważnych: 177 332 (97,98%) Źródło: Państwowa Komisja Wyborcza |                     |                                         |        |        |        |

### Wybory parlamentarne 2023
| Kandydat                                                                                      | Kandydat            | Komitet wyborczy                                                           | Głosów | Głosów | Głosów |
| Kandydat                                                                                      | Kandydat            | Komitet wyborczy                                                           | Liczba | %      | +/–    |
| --------------------------------------------------------------------------------------------- | ------------------- | -------------------------------------------------------------------------- | ------ | ------ | ------ |
|                                                                                               | Jarosław Rusiecki ● | Prawo i Sprawiedliwość                                                     | 80 763 | 39,47  | –9,83  |
|                                                                                               | Piotr Dasios        | KKW Trzecia Droga Polska 2050 Szymona Hołowni – Polskie Stronnictwo Ludowe | 60 403 | 29,52  | –      |
|                                                                                               | Marek Materek       | Nowa Demokracja – Tak                                                      | 44 543 | 21,77  | –      |
|                                                                                               | Michał Sokolnicki   | Konfederacja Wolność i Niepodległość                                       | 13 611 | 6,65   | –      |
|                                                                                               | Elżbieta Komosa     | Ruch Naprawy Polski                                                        | 5281   | 2,58   | –      |
| Frekwencja: 75,25% Liczba głosów ważnych: 228 920 (98,38%) Źródło: Państwowa Komisja Wyborcza |                     |                                                                            |        |        |        |